# پرتره مادر هنرمند (ون گوگ)
پرتره مادر هنرمند (ون گوگ) (به انگلیسی: Portrait of the Artist's Mother)) یک نقاشی است که ونسان ون گوگ آن را در سال۱۸۸۸ از مادرش از روی عکس سیاه و سفیداو کشیده‌است. ونسان از طریق مادرش که یک هنرمند آماتور بود، به هنر علاقه‌مند شد. بعد از سال‌ها روابط ناراحت‌کننده با اعضای خانواده اش، ونسان هیجانزده شروع به نقاشی در مورد گل‌ها و مناظر طبیعی کرد که فکر می‌کرد مورد علاقه مادرش است. در این نقاشی، ون گوگ روی طبیعت موقر و مغرورانه مادرش تأکید کرده‌است.

## زمینه
آنا کاربنوس ون گوخ یک نقاش آماتور بود، که از نقاشی گیاهان و گل‌ها لذت می‌برد. او یک نقاش باهوش آبرنگ بود. او که از یک خانوادهٔ پرجمعیت، که هشت فرزند داشتند، بود، شش فرزند بزرگ کرد:ونسان، آنا، الیزابت، تئو، ویلم و کرنلیوس. آنا از اینکه فرزندانش هم در علاقه به هنر با او سهیم باشند، لذت می‌برد. کپی‌هایی از طرحهای مادرش دسته‌های گل و خار در بین نقاشی‌های اولیه ونسان وجو دارد.

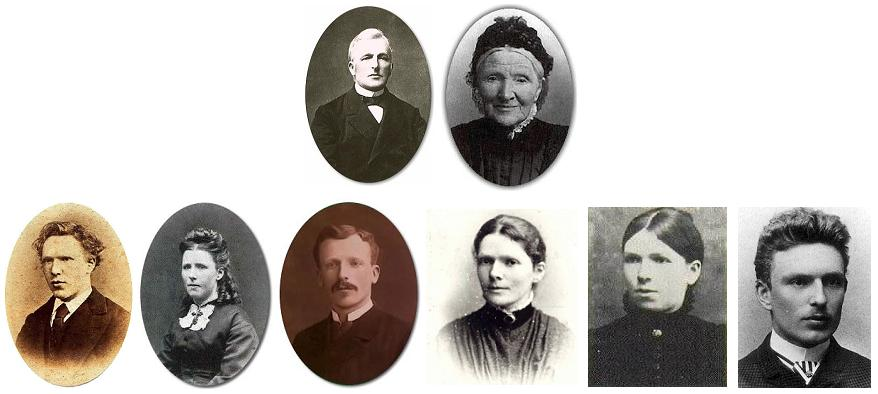
خانواده تئودورس و آنا ون گوگ شامل: ونسان، آنا، الیزابت، تئو، ویلم و کرنلیوس

## توصیف
ون گوگ تلاش کرد پرتره‌هایی از اعضای خانواده اش را نقاشی کند. این پرتره از روی عکس سیاه و سفید مادرش کشیده شده‌است. در نامه‌ای به برادرش تئو، ون گوگ نوشت: «من پرتره‌ای از مادر را برای خودم می‌کشم. عکس‌های بدون رنگ را نمی‌توانم تحمل کنم، و سعی می‌کنم تصویری با هماهنگی رنگ ترسیم کنم، همان‌طور که او را در ذهنم می‌بینم». با زمینه سبز نقاشی مادر ون گوگ یک زن طبقهٔ متوسط قابل احترام، با محبت و مغرور به نظر می‌رسد.

## خاطره باغ در اخن

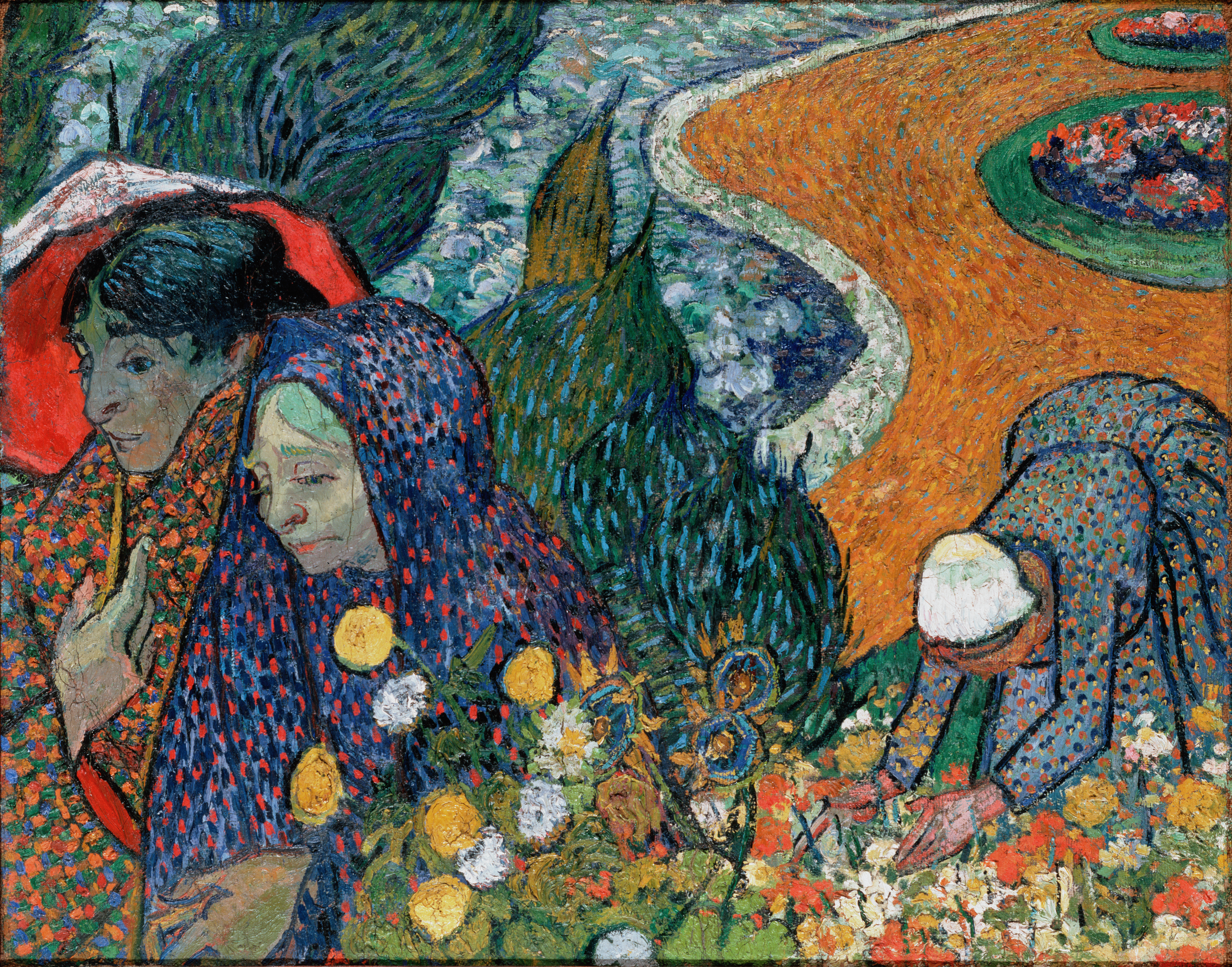
خاطره باغ در اخن (خانمهای ارل), ۱۸۸۸. موزه هرمیتاژ، سن پترزبورگ، موزه هرمیتاژ (F496)

ون گوگ خاطره باغ در اخن (خانمهای ارل) را برای گذاشتن در اتاق خوابش کشید. او زن پیر را به عنوان تصویر مادرش و زن جوانی که شال شطرنجی به گردنش انداخته را به عنوان تصویر خواهرش ویل ون گوگ کشید. به ویل گفت که تأثیر تو شبیه تأثیری است که در رمانهای چارلز دیکنز است. "

## پرتره‌ها
به نظر می‌رسد که بزرگترین آرزوی ون گوگ که به خاطر نقاشی از مناظر شناخته شده‌است، نقاشی پرتره بوده‌است. او نوشت: مطالعه پرتره تنها چیزی در نقاشی است که مرا تا اعماق روحم هیجانزده کرده و بیش از هر چیز دیگری موجب می‌شود که احساس بی‌انتهایی داشته باشم.» به خواهرش نوشت: «دوست دارم پرتره‌هایی را بکشم که که بعد از یک قرن به نظر مردم باروح و زنده برسند. منظورم این نیست که تلاش می‌کنم نقاشی مطابق عکس آن فرد باشد، بلکه منظورم این است که پرتره بیانگر احساسات شدید باشد؛ یعنی از دانش و سلیقه جدیدمان در مورد رنگ به عنوان وسیله‌ای برای بیان و ترفیع شخصیت مورد نظر استفاده کنیم.»